# Niklas Luhmann

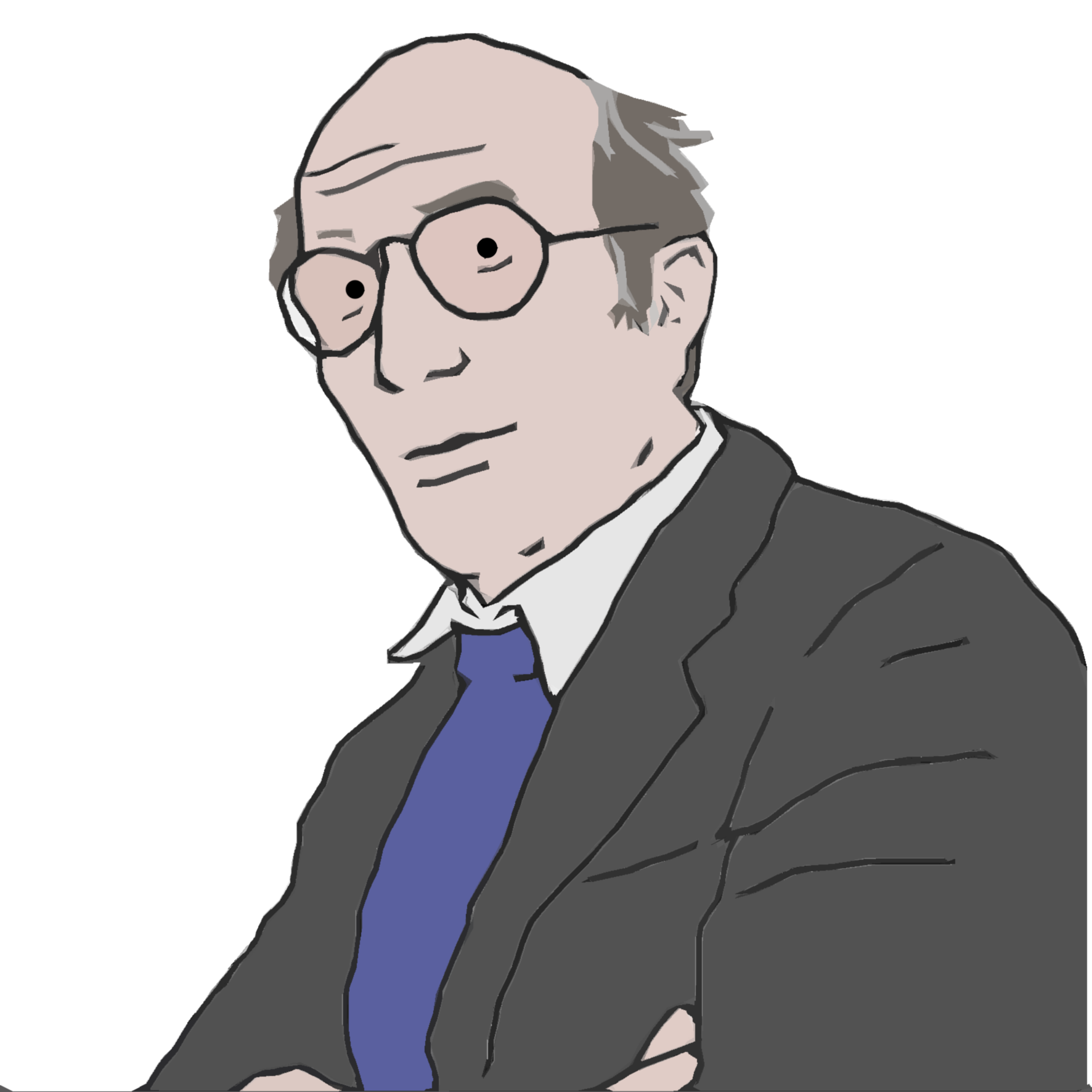
Niklas Luhmann

Niklas Luhmann (Lüneburg, Duitsland, 8 december 1927 - Oerlinghausen, Duitsland, 6 november 1998) was een Duits socioloog. Met de Amerikaanse socioloog Talcott Parsons wordt Luhmann gerekend tot de grondleggers van de theorie van sociale systemen, de sociologische tak van de algemene systeemtheorie.

## Levensloop
Niklas Luhmann groeide op in een grootburgerlijk milieu in Lüneburg. Zijn vader was eigenaar van een brouwerij. Luhmanns carrière speelde zich aanvankelijk af in zijn geboortestad, in het openbaar bestuur van de deelstaat Nedersaksen. Als juridisch medewerker van de regering van die deelstaat begon hij zich te interesseren voor de (rechts)sociologie. Een studieverlof bracht hem tot in Harvard, waar hij studeerde bij Talcott Parsons, met wie hij de fascinatie deelde voor een theoretisch raamwerk waarmee je alle sociale verschijnselen in kaart kunt brengen. Het verder brengen van Parsons’ theorie voor de bestudering van de moderne samenleving vormde de motivatie voor Luhmanns carrièreswitch van jurist in het openbaar bestuur tot socioloog aan de universiteit.
In de jaren zestig werd hij assistent van de socioloog Helmut Schelsky aan een dependance van de universiteit van Münster in Dortmund. Na een academische bliksemstart – in 1966 promoveerde Luhmann en kreeg hij doceerrecht – werd hij in 1968 benoemd tot hoogleraar aan de nieuwe faculteit voor sociologie van de universiteit Bielefeld. Daar zou hij tot zijn emeritaat in 1993 blijven werken. In 1977 stierf Luhmanns echtgenote Ursula von Walter, met wie hij sinds 1960 getrouwd was. Hij bleef achter met drie kinderen. Luhmann zelf overleed in november 1998 aan een nooit helemaal opgehelderde bloedziekte in het plaatsje Oerlinghausen.

## Werk
Luhmann werkte ruim dertig jaar lang aan een imposant theoretisch bouwwerk, bestaande uit vele boeken. Zijn ambitie was niets minder dan het construeren van een universele theorie waarin 'al het sociale' kon worden behandeld en beschreven. 
Zijn meest invloedrijke werken zijn Soziale Systemen, Grundriss einer allgemeinen Theorie (1984) en Die Gesellschaft der Gesellschaft (1997). In deze boeken werkt Luhmann een maatschappijtheorie uit die voortbouwt op ten minste vier theoretische/filosofische stromingen: de algemene systeemtheorie (Norbert Wiener, Ludwig von Bertalanffy), het daaraan verwante logisch en neurobiologisch constructivisme (George Spencer-Brown, Humberto R. Maturana, Francisco Varela, Jean Piaget), de fenomenologie/fenomenologische sociologie (Edmund Husserl, Alfred Schütz) en de sociologische systeemtheorie (Talcott Parsons).

### Maatschappelijke differentiatie
In het hart van Luhmanns theorie staan drie vormen van maatschappelijke differentiatie: de segmentaire, de stratificatorische en de functionele. De eenvoudigste vorm is de segmentaire differentiatie. Daarin is de samenleving opgedeeld in min of meer gelijkwaardige eenheden met een sterke lokale binding: families, stammen, clans en dorpen. De stratificatorische differentiatie – historisch gezien met de hoogculturen in Europa, Azië en Amerika de meest succesvolle – deelt de samenleving in ongelijke lagen (strata) in, zoals adel en volk in Europa en kasten in India. Het behoren tot de ene stand sluit het behoren tot de andere uit.
In Europa ontstond vanaf het einde van de zestiende eeuw geleidelijk aan een nieuwe differentiatievorm, de functionele, die de basis zou vormen voor de moderne samenleving zoals we die nu kennen. Verschillende domeinen verzelfstandigden zich ten opzichte van elkaar: de politiek, het recht, de religie, de wetenschap, de familie/privésfeer, de opvoeding en de economie. Als persoon word je door elk van deze maatschappelijke deelsystemen aangesproken. Voor de politiek ben je burger en kiezer, voor het recht een natuurlijke persoon (die geacht wordt de wet te kennen), voor de religie een gelovige of ongelovige, enzovoorts.

### Communicaties
In tegenstelling tot wat in de sociologie gebruikelijk is, bestaat in Luhmanns theorie de maatschappij niet uit mensen (als de elementen van het sociale systeem), maar uit communicaties. Maatschappelijke deelsystemen als politiek, recht en wetenschap onderscheiden zich van elkaar door wat Luhmann de Leitcode of binaire codering noemt: een dominante onderscheiding die aan de communicatie ten grondslag ligt. Voor de politiek is dat bijvoorbeeld macht/onmacht (regering/oppositie), voor het rechtssysteem recht/onrecht, voor de economie betalen/niet betalen, voor de wetenschap waarheid/onwaarheid en voor de religie geloven/niet geloven. Afhankelijk van de dominante code behoort een communicatie tot het ene en niet het andere deelsysteem. ‘Maatschappij’ begrijpt Luhmann als het geheel van alle communicaties, waarbinnen steeds andere interne grenzen worden getrokken.
Als een rode draad door Luhmanns werk loopt een theoretische controverse met Jürgen Habermas, die in de vroege jaren zeventig startte. De kern van de controverse gaat schuil in de conceptualisering van de rol van communicatie in sociale verbanden. In hun beider theorieën neemt communicatie een centrale plaats in, maar waar volgens Habermas communicatie zou moeten leiden tot consensusvorming, stelt Luhmann dat consensus en dissensus (of conflict) in een algemene theorie beide moeten voorkomen.

### Oeuvre
Het oeuvre van Niklas Luhmann beslaat een groot aantal boeken en artikelen, gewijd aan een zeer divers palet aan onderwerpen. In totaal publiceerde hij, naast Die Gesellschaft der Gesellschaft, zeven werken over maatschappelijke deelsystemen: wetenschap, kunst, recht, economie, politiek, religie en opvoeding (de laatste drie verschenen postuum en niet geheel voltooid). Naast zes opstelbundels onder de titel Soziologische Aufklärung en vier delen Gesellschaftsstruktur und Semantik gewijd aan Luhmanns versie van de kennissociologie, verschenen diverse voorstudies voor het theoretisch hoofdwerk Soziale Systeme, enkele monografieën en talloze bijdragen aan tijdschriften en bundels.  Ook aan massamedia, ecologie, liefde, gezin, tijd, vertrouwen, bestuur, organisaties en management, sociaal protest en risico wijdde Luhmann boeken, bundels en bijdragen.
Het Niklas-Luhmann-Archiv aan de universiteit van Bielefeld houdt een lijst bij van Luhmanns publicaties, inclusief vertalingen. Onderstaande lijst geeft alleen de belangrijkste monografieën en opstelbundels.

## Publicaties
Werk van Luhmann is in het Engels vertaald (zie onder) en ook in onder meer het Frans, Italiaans en Portugees. In het Italiaans publiceerde Luhmann met Raffaele de Giorgi in 1992 Teoria della Società, dat als voorwerk geldt voor Die Gesellschaft der Gesellschaft.
Maatschappijtheorie
- Soziale Systeme, Grundriss einer allgemeinen Theorie. Frankfurt am Main: Suhrkamp, 1984.
- Die Wissenschaft der Gesellschaft. Frankfurt am Main: Suhrkamp, 1990.
- Das Recht der Gesellschaft. Frankfurt am Main: Suhrkamp, 1993.
- Die Wirtschaft der Gesellschaft. Frankfurt am Main: Suhrkamp, 1994.
- Die Kunst der Gesellschaft. Frankfurt am Main: Suhrkamp, 1995.
- Die Gesellschaft der Gesellschaft. Frankfurt am Main: Suhrkamp, 1997.
- Die Politik der Gesellschaft (herausgegeben von André Kieserling). Frankfurt am Main: Suhrkamp, 2000.
- Die Religion der Gesellschaft (herausgegeben von André Kieserling). Frankfurt am Main: Suhrkamp, 2000.
- Das Erziehungssystem der Gesellschaft (herausgegeben von Dieter Lenzen). Frankfurt am Main: Suhrkamp, 2002.

Sociologische Verlichting
- Soziologische Aufklärung, Band 1: Aufsätze zur Theorie sozialer Systeme. Opladen: Westdeutscher Verlag, 1970.
- Soziologische Aufklärung, Band 2: Aufsätze zur Theorie der Gesellschaft. Opladen: Westdeutscher Verlag, 1975.
- Soziologische Aufklärung, Band 3: Soziales System, Gesellschaft, Organisation. Opladen: Westdeutscher Verlag, 1981.
- Soziologische Aufklärung, Band 4: Beiträge zur funktionalen Differenzierung der Gesellschaft. Opladen: Westdeutscher Verlag, 1987.
- Soziologische Aufklärung, Band 5: Konstruktivistische Perspektiven. Opladen: Westdeutscher Verlag, 1990.
- Soziologische Aufklärung, Band 6: Die Soziologie und der Mensch. Opladen: Westdeutscher Verlag, 1995.

Maatschappijstructuur en semantiek
- Gesellschaftsstruktur und Semantik, Studien zur Wissenssoziologie der modernen Gesellschaft, Band 1. Frankfurt am Main: Suhrkamp, 1980.
- Gesellschaftsstruktur und Semantik, Studien zur Wissenssoziologie der modernen Gesellschaft, Band 2. Frankfurt am Main: Suhrkamp, 1981.
- Gesellschaftsstruktur und Semantik, Studien zur Wissenssoziologie der modernen Gesellschaft, Band 3. Frankfurt am Main: Suhrkamp, 1989.
- Gesellschaftsstruktur und Semantik, Studien zur Wissenssoziologie der modernen Gesellschaft, Band 4. Frankfurt am Main: Suhrkamp, 1995.

Andere invloedrijke (veelgeciteerde) werken
- Funktionen und Folgen formaler Organisation. Berlin: Duncker & Humblot, 1964.
- Vertrauen. Ein Mechanismus der Reduktion sozialer Komplexität. Stuttgart: Enke, 1968.
- Zweckbegriff und Systemrationalität. Über die Funktion von Zwecken in sozialen Systemen. Tübingen: Mohr, 1968.
- Legitimation durch verfahren. Frankfurt am Main, Neuwied/Berlin: Luchterhand, 1969.
- Theorie der Gesellschaft oder Sozialtechnologie - Was leistet die Systemforschung? (met Jürgen Habermas). Frankfurt am Main: Suhrkamp, 1971.
- Liebe als Passion. Zur Codierung von Intimität. Frankfurt am Main: Suhrkamp, 1982.
- Soziale Differenzierung. Zur Geschichte einer Idee (red.). Opladen: Westdeutscher Verlag, 1985.
- Ökologische Kommunikation. Kann sich die Gesellschaft auf ökologische Gefährdungen einstellen?. Opladen: Westdeutscher Verlag, 1986.
- Erkenntnis als Konstruktion. Bern: Benteli, 1988.
- Reden und Schweigen (met Peter Fuchs). Frankfurt am Main: Suhrkamp, 1989.
- Soziologie des Risikos. Berlin/New York: de Gruyter, 1991.
- Beobachtungen der Moderne. Opladen: Westdeutscher Verlag, 1992.
- Die neuzeitlichen Wissenschaften und die Phänomenologie. Wien: Picus, 1996.
- Die Realität der Massenmedien (2., erweiterte Auflage). Opladen: Westdeutscher Verlag, 1996.
- Protest. Systemtheorie und soziale Bewegungen. Frankfurt am Main: Suhrkamp, 1996.
- Organisation und Entscheidung. Opladen/Wiesbaden: Westdeutscher Verlag, 2000.

### Inleidingen in Luhmanns werk
Nederlandstalig
- Rudi Laermans (red.), Sociale systemen bestaan, Een kennismaking met het werk van Niklas Luhmann. Leuven: Acco, 1997. (Bevat latere en soms uitgebreide versies van de artikelen uit het special issue van Tijdschrift voor Sociologie uit 1996; zie onder Externe links).
- Tannelie Blom, Complexiteit en contingentie. Een kritische inleiding tot de sociologie van Niklas Luhmann. Kampen: Kok Agora, 1997.
- Rudi Laermans, Communicatie zonder mensen. Een systeemtheoretische inleiding in de sociologie. Amsterdam: Boom, 1999.
- Frank Huysmans, 'Het levenswerk van een radicale vernieuwer: de maatschappijtheorie van Niklas Luhmann', in: Academische Boekengids 75 (2009), p. 13-18

Duitstalig
- Georg Kneer & Armin Nassehi, Niklas Luhmanns Theorie sozialer Systeme. Eine Einführung (2. Auflage). München: Fink, 1994 (1. Auflage 1993).
- Detlef Krause, Luhmann-Lexikon. Eine Einführung in das Gesamtwerk von Niklas Luhmann. Stuttgart: Enke, 1996.
- Claudio Baraldi, Giancarlo Corsi & Elena Esposito, GLU. Glossar zu Niklas Luhmanns Theorie sozialer Systeme. Frankfurt am Main: Suhrkamp, 1997.
- Niklas Luhmann & Dirk Baecker, Einführung in die Systemtheorie. Heidelberg: Carl Auer Verlag, 2002.
- Niklas Luhmann & Dirk Baecker, Einführung in die Theorie der Gesellschaft. Heidelberg: Carl Auer Verlag, 2009.

Franstalig
- Danilo Martucelli, 'Niklas Luhmann, la contingence par la differenciation', in Danilo Martucelli, Sociologies de la modernité (pp. 142–184). Paris: Gallimard, 1999.
- Estelle Ferrarese, Niklas Luhmann, une introduction. Paris: Pocket la Découverte, 2007.

Engelstalig
- Eva M. Knodt, 'Foreword', in Niklas Luhmann, Social systems (pp. ix-xxxvi). Stanford: Stanford University Press, 1995.
- William Rasch, "Niklas Luhmann's Modernity. The Paradoxes of Differentiation". Stanford: Stanford University Press, 2000.
- Alexander Riegler en Armin Scholl (uitg.) (2012) Luhmann's Relation to and Relevance for Constructivist Approaches. Constructivist Foundations 8(1): 1-116,  vrij beschikbaar